# Getå
Getå är en ort i Krokeks socken i Norrköpings kommun. Från 2015 avgränsar SCB här en småort.
Getå ligger vid Bråvikens strand. I Getå finns ett mindre hotell som under många år drevs av familjen Jameson. Den så kallade Getå-ravinen är ett naturskyddsområde där det även finns bäcköring som är fridlyst. I slutet av 1800-talet var Robert Nobel, bror till Alfred Nobel bosatt här. Han uppförde ett hus och lät bland annat bygga vägar i trakten. På Getå Turisthotell finns ett minnesrum tillägnat honom.
Den 1 oktober 1915 öppnades järnvägshållplatsen Getå, viken  lades ned den 28 maj 1967. År 1920 öppnades  järnvägshållplatsen Getå turiststation som, efter namnbyte den  10 juni 1953  till Bråviksstrand, lades ned den 12 maj 1968.  Den 1 oktober 1918 inträffade här en omtalad och mycket svår  järnvägsolycka.